# Амфитемид
Амфитемид (грч. Αμφίθεμις) је у грчкој митологији било име више личности.

## Етимологија
Име Амфитемид је у вези са традицијом, јер је изведено од грчких речи amphis, што значи „около“ и themis што значи „традиција“.

## Митологија
- Био је син Аполона и Акале. Његово друго име је Гарам.[2] Међутим, према неким изворима, Гарам му је био брат, а његова мајка се звала Акакалида.[3] Према Аполонију са Рода и Хигину, био је ожењен нимфом Тритонидом и са њом имао синове Насамона и Кефалиона[4] или Кефаура.[2]

- Према Нону, био је један од ламоских кентаура.[5]

## Биологија
Латинско име ових личности (Amphithemis) је назив за род инсеката.